# 391
391 је била проста година.

## Догађаји
- Википедија:Непознат датум — Цар Теодосије I затвара све паганске храмове и поставља хришћанство као званичну веру Царства. Сви нехришћански храмови у Римском царству су затворени. Вечна ватра у Вестином храму на Римском форуму је угашена, а Весталке су распуштене.

- Квинт Аурелије Симах, градски префект Рима, моли Теодосија I да поново отвори паганске храмове, али се Амвросије противи томе.
- Свети Телемах умире након што је каменован.
- Пламен уништава велику Александријску библиотеку, основану у Мусејону у 4. веку пне. Међу предметима изгубљеним у пожару су и научна дела, укључујући пергаменте грчког астронома Аристарха са Самоса који тврде да Земља кружи око Сунца, и десетине драмских дела Еурипида и Софокла.
- Патријарх Теофил затвара све паганске храмове у Александрији по наређењу цара Теодосија I.

## Смрти
- Јустина, римска царица
- Макарије Египатски, хришћански монах и пустињак
- Петар Севастијски, епископ Јерменије